# Hautzenbichl (Bergen)
Hautzenbichl ist ein Gemeindeteil von Bergen im oberbayerischen Landkreis Traunstein. Der Weiler liegt circa drei Kilometer nordwestlich von Bergen.

## Bevölkerungsentwicklung
| Jahr      | 1871 | 1925 | 1950 | 1970 | 1987 |
| Einwohner | 14   | 7    | 12   | 6    | 7    |

## Baudenkmäler
Siehe auch: Liste der Baudenkmäler in Hautzenbichl
- Bauernhaus, erbaut 1866